# Xêmina

Một người trợ giáo đang thảo luận về sự tham gia của nữ giới trên Wikipedia tiếng Bengal tại một buổi xêmina ở thủ đô Dhaka, Bangladesh năm 2015

Xêmina là một hình thức đào tạo hàn lâm, có thể là tại một cơ sở học thuật hoặc do một tổ chức thương mại/nghề nghiệp cung cấp. Nó có chức năng đưa một một nhóm nhỏ tụ họp cùng nhau để lặp đi lặp lại các cuộc gặp mặt, mỗi lần tập trung vào một số đề tài cụ thể, trong đó những người có mặt được đề nghị tham gia. Thường là được hoàn thành thông qua một phương pháp Xô-crát đang tiếp diễn cùng với một người chủ trì xêmina hoặc trợ giáo, hoặc là thông qua một bài thuyết trình trang trọng hơn về công tác nghiên cứu. Về cơ bản, đó là nơi thảo luận về các bài đọc đã được chỉ định, là nơi xây dựng các câu hỏi và tiến hành các cuộc tranh luận.